# Cuộc sống thường ngày

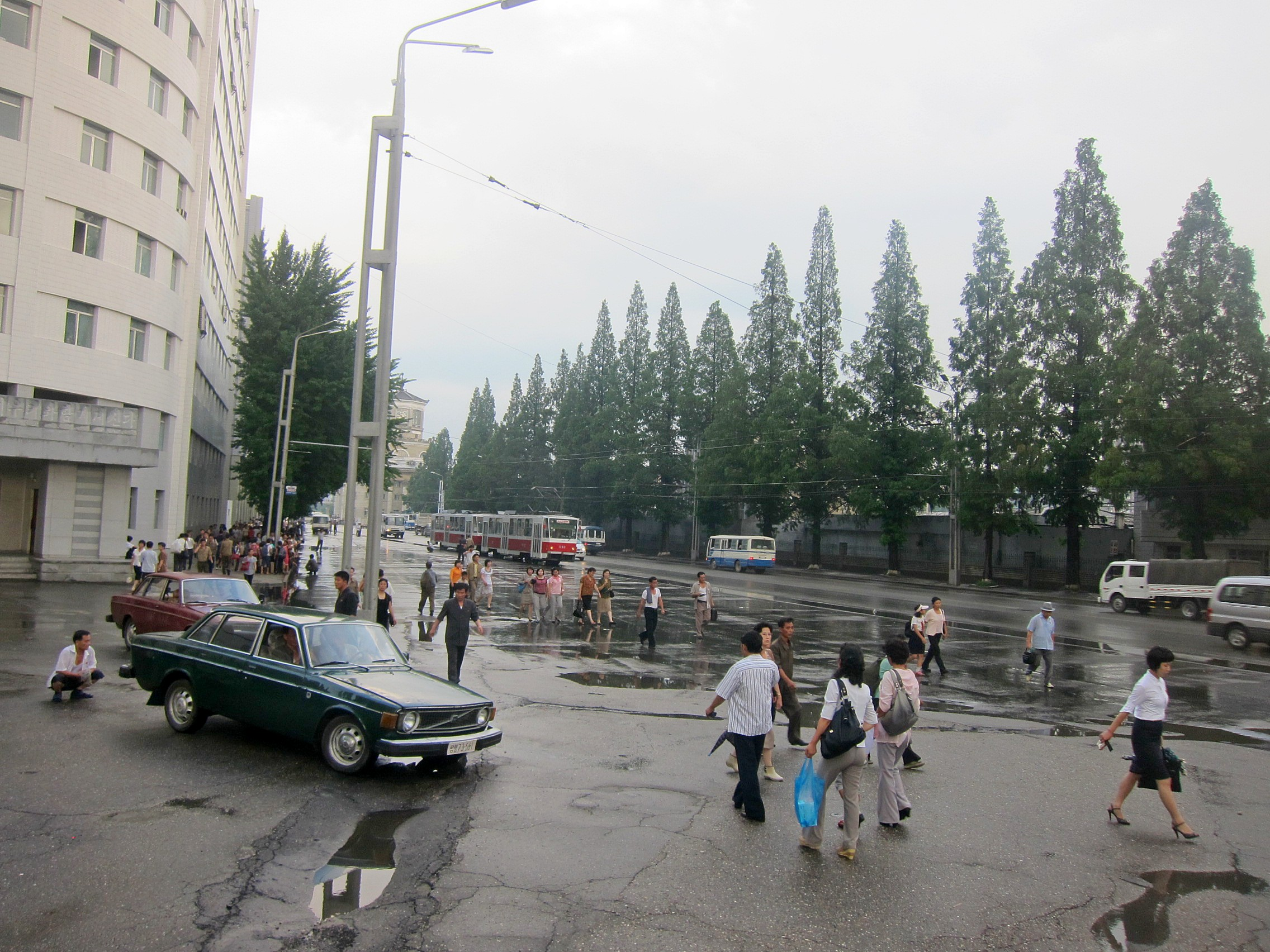
Đời sống thường ngày ở thủ đô Bình Nhưỡng của Bắc Triều Tiên

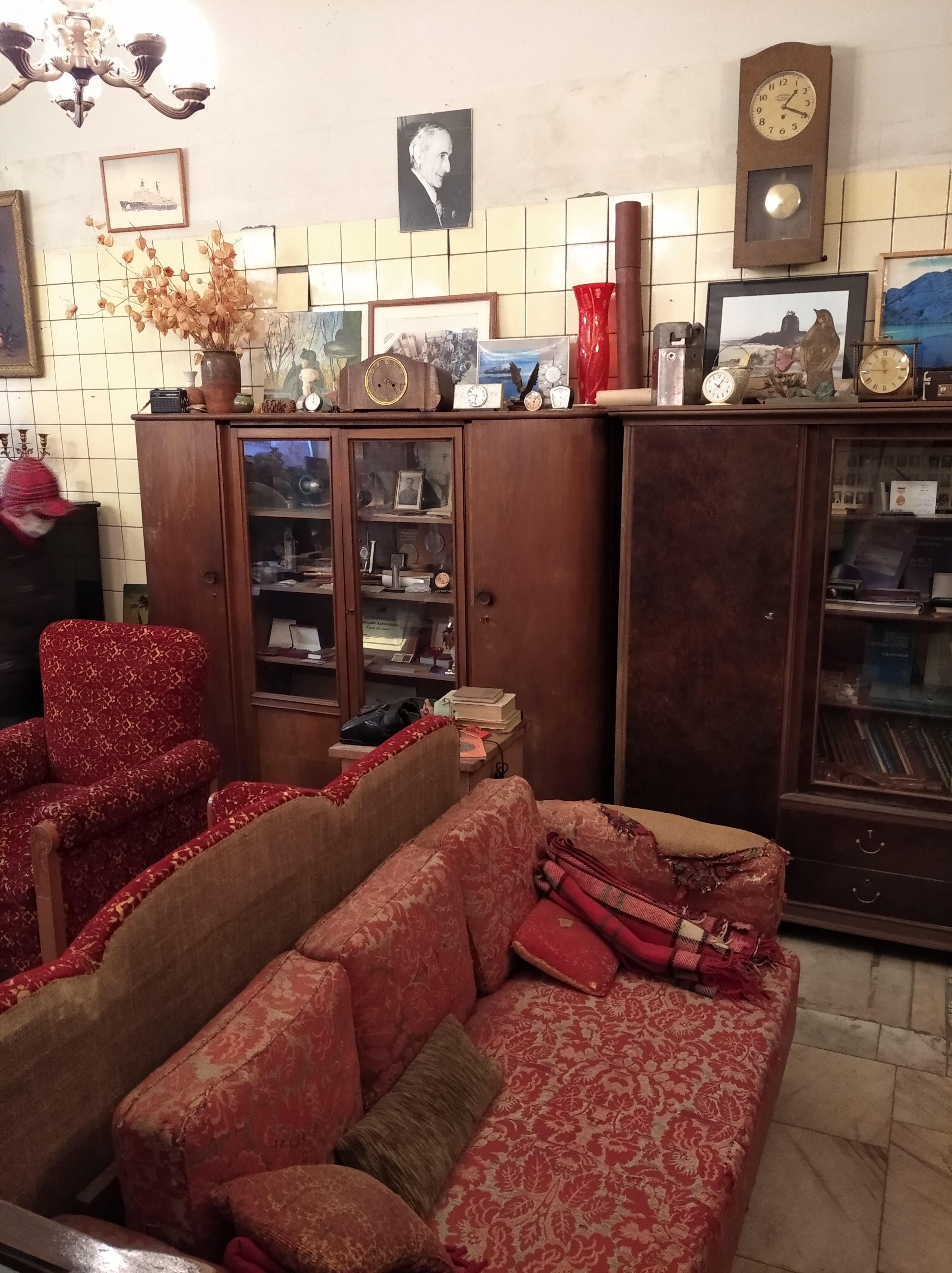
Hiện vật trong bảo tàng về đời sống thường nhật thời Liên Xô cũ

Cuộc sống thường ngày (Everyday life) hay cuộc sống hàng ngày (Daily life) hay còi gọi là đời sống thường nhật (Routine life) là cuộc sống của con người diễn ra hàng ngày một cách thường lệ, lặp đi lặp lại, bao gồm những cách mà mọi người thường làm, hành động, suy nghĩ và cảm nhận hàng ngày. Cuộc sống hàng ngày có thể được mô tả là bình thường, thường lệ, tự nhiên, theo thói quen hoặc đời thường, bình dân. Con người là sinh vật ban ngày nên tính chất ban ngày của con người có nghĩa là hầu hết mọi người sẽ ngủ về đêm và hoạt động vào ban ngày. Hầu hết mọi người sẽ ăn từ hai hoặc ba bữa ăn trong một ngày. Thời gian làm việc (ngoài ca làm việc) chủ yếu liên quan đến lịch trình hàng ngày, bắt đầu từ buổi sáng, tạo ra giờ cao điểm hàng ngày mà nhiều triệu người trải qua và thời gian lái xe chen chúc, hối hả. Buổi tối thường là thời gian dành cho giải trí. Tắm rửa hàng ngày là thói quen của nhiều người. Cuộc sống hàng ngày của con người được hình thành thông qua ngôn ngữ và giao tiếp. Họ lựa chọn việc mình sẽ làm với thời gian của mình dựa trên các ý kiến và lý tưởng được hình thành thông qua diễn ngôn mà họ tiếp xúc.
Ngoài những điểm tương đồng phổ quát thường tình về cuộc sống hàng ngày thì lối sống khác nhau và những người khác nhau dành thời gian trong ngày của họ theo những cách khác nhau. Ví dụ, cuộc sống du mục khác với định cư, và trong số những người định cư, người thành thị sống khác với người dân nông thôn. Sự khác biệt trong cuộc sống của người giàu và người nghèo, hoặc giữa người lao động và dân trí thức, có thể vượt ra ngoài giờ làm việc của họ. Trẻ em và người lớn cũng khác nhau về những gì họ làm mỗi ngày. Cuộc sống hàng ngày là một khái niệm then chốt trong nghiên cứu văn hóa và là một chủ đề chuyên biệt trong lĩnh vực xã hội học. Một số người cho rằng, được thúc đẩy bởi những tác động làm suy thoái của chủ nghĩa tư bản và chủ nghĩa công nghiệp đối với sự tồn tại và nhận thức của con người, các nhà văn và nghệ sĩ của thế kỷ 19 đã chuyển hướng nhiều hơn sang tự phản ánh và miêu tả cuộc sống hàng ngày được thể hiện trong các tác phẩm và nghệ thuật của họ ở mức độ lớn hơn đáng kể so với các tác phẩm trước đây, ví dụ như sự quan tâm của văn học Phục hưng đối với tiểu sử thánh nhân và chính trị. 
Các nhà lý thuyết khác phản bác lập luận này dựa trên lịch sử lâu dài về các tác phẩm viết về cuộc sống hàng ngày có thể thấy trong các tác phẩm từ Hy Lạp cổ đại, nghệ thuật thời trung cổ (Kitô giáo thời trung cổ) và Thời đại Khai sáng. Trong nghiên cứu về cuộc sống hàng ngày, giới tính là một yếu tố quan trọng trong các quan niệm của nó. Một số nhà lý thuyết coi phụ nữ là những đại diện và nạn nhân tinh vi của cuộc sống hàng ngày. Theo nhà tâm lý học xã hội John A. Bargh, phần lớn cuộc sống hàng ngày là tự động vì nó được điều khiển bởi các đặc điểm môi trường hiện tại thông qua xử lý nhận thức tự động của các đặc điểm đó, và không có bất kỳ sự trung gian nào của sự lựa chọn có ý thức. Cuộc sống hàng ngày cũng được các nhà xã hội học nghiên cứu để tìm hiểu cách thức tổ chức và đưa ra ý nghĩa. Một tạp chí xã hội học có tên là Tạp chí Hành vi Thường ngày được xuất bản từ năm 2000 đến năm 2004, đã nghiên cứu những hành động hàng ngày này. Phần lớn các cuộc đối thoại mà mọi người phải đối mặt đều đến từ phương tiện truyền thông đại chúng, đây là một yếu tố quan trọng trong việc hình thành trải nghiệm của con người. Để cải thiện cuộc sống hàng ngày của mọi người thì Phaedra Pezzullo, giáo sư Khoa Truyền thông và Văn hóa tại Đại học Indiana Bloomington, cho biết mọi người nên tìm hiểu ngôn từ thường xuyên và không đáng chú ý thay đổi cuộc sống của họ. Bà viết rằng "...ngôn từ cho phép chúng ta tạo ra các kết nối... Đó là về việc hiểu cách chúng ta tương tác với thế giới".

## Trong văn hoá

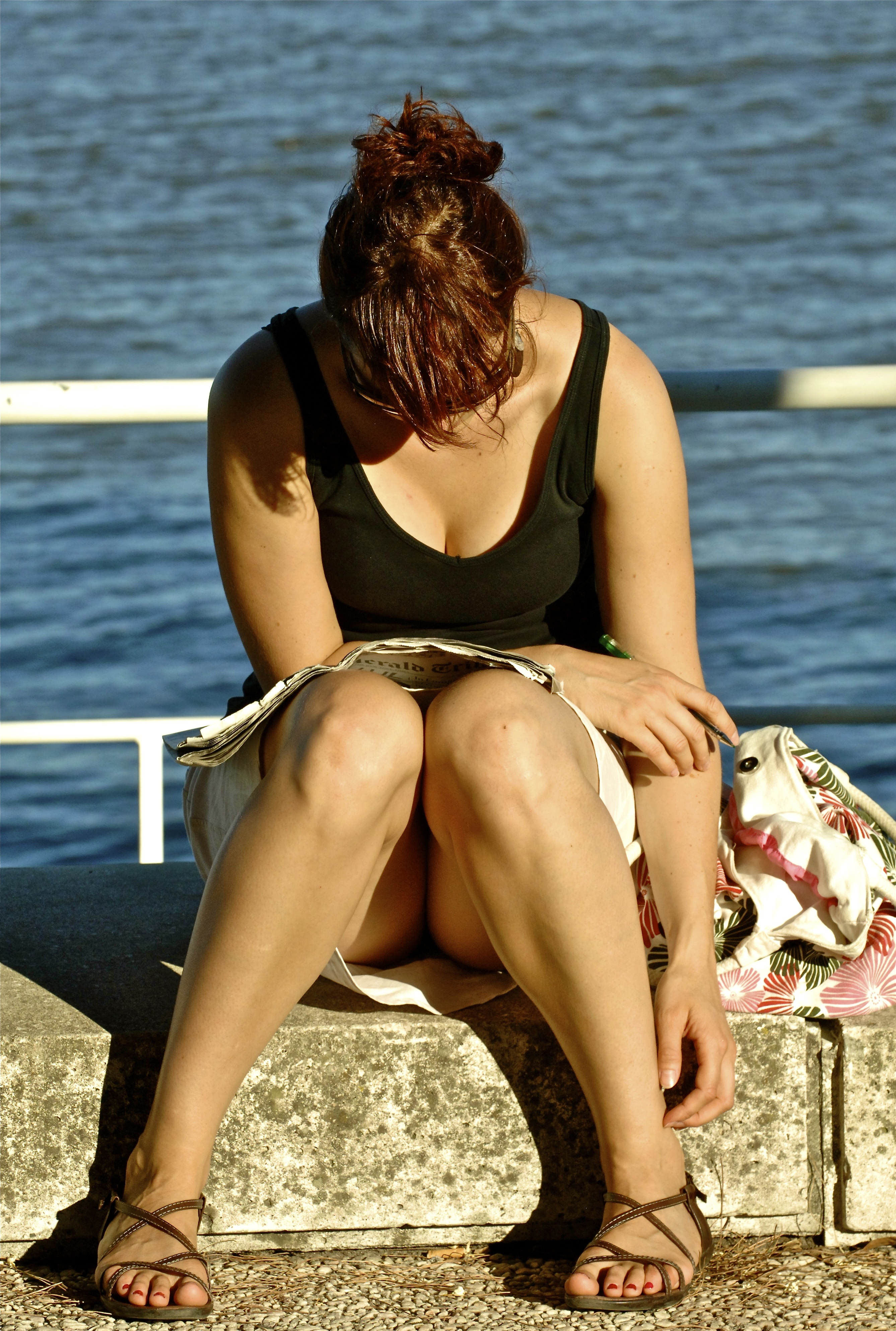
Đọc nhật báo thường ngày để có thêm ngôn từ kết nối, đó là cách tương tác với thế giới

Trong văn hoá có nhiều tác phẩm có chủ đề về cuộc sống hàng này như:
- Quà tặng cuộc sống
- Đời thường
- Cuộc sống thường nhật của bác sĩ Selivanova
- Niềm vui của nhà ta
- Geflügeltes Wort